# М'єльбю (комуна)
Комуна М'єльбю (швед. Mjölby kommun) — адміністративно-територіальна одиниця місцевого самоврядування, що розташована в лені Естерйотланд у центральній Швеції.
М’єльбю 173-я за величиною території комуна Швеції. Адміністративний центр комуни — місто М'єльбю.

## Населення
Населення становить 26 198 чоловік (станом на вересень 2012 року). 
| Кількість населення комуни М’єльбю за 1970-2010 роки | Кількість населення комуни М’єльбю за 1970-2010 роки | Кількість населення комуни М’єльбю за 1970-2010 роки | Кількість населення комуни М’єльбю за 1970-2010 роки | Кількість населення комуни М’єльбю за 1970-2010 роки |
| ---------------------------------------------------- | ---------------------------------------------------- | ---------------------------------------------------- | ---------------------------------------------------- | ---------------------------------------------------- |
| Рік                                                  |                                                      |                                                      | Населення                                            |                                                      |
| 1970                                                 | 1970                                                 |                                                      | 24 573                                               | 24 573                                               |
| 1975                                                 | 1975                                                 |                                                      | 25 529                                               | 25 529                                               |
| 1980                                                 | 1980                                                 |                                                      | 26 042                                               | 26 042                                               |
| 1985                                                 | 1985                                                 |                                                      | 25 725                                               | 25 725                                               |
| 1990                                                 | 1990                                                 |                                                      | 26 219                                               | 26 219                                               |
| 1995                                                 | 1995                                                 |                                                      | 25 979                                               | 25 979                                               |
| 2000                                                 | 2000                                                 |                                                      | 25 157                                               | 25 157                                               |
| 2005                                                 | 2005                                                 |                                                      | 25 258                                               | 25 258                                               |
| 2010                                                 | 2010                                                 |                                                      | 25 856                                               | 25 856                                               |
| Джерело: SCB                                         |                                                      |                                                      |                                                      |                                                      |

## Населені пункти
Комуні підпорядковано 7 міських поселень (tätort) та низка сільських, більші з яких:
- М'єльбю (Mjölby)
- Гоґстад (Hogstad)
- Манторп (Mantorp)
- Шеннінге (Skänninge)
- Спонґсгольм (Spångsholm)
- Сия (Sya)
- Ведерстад (Väderstad)
- Вестра Гарґ (Västra Harg)

## Міста побратими
Комуна підтримує побратимські контакти з такими муніципалітетами:
- Комуна Кармей, Норвегія
- Ганкасалмі, Фінляндія
- Гяядемеєсте, Естонія

## Галерея

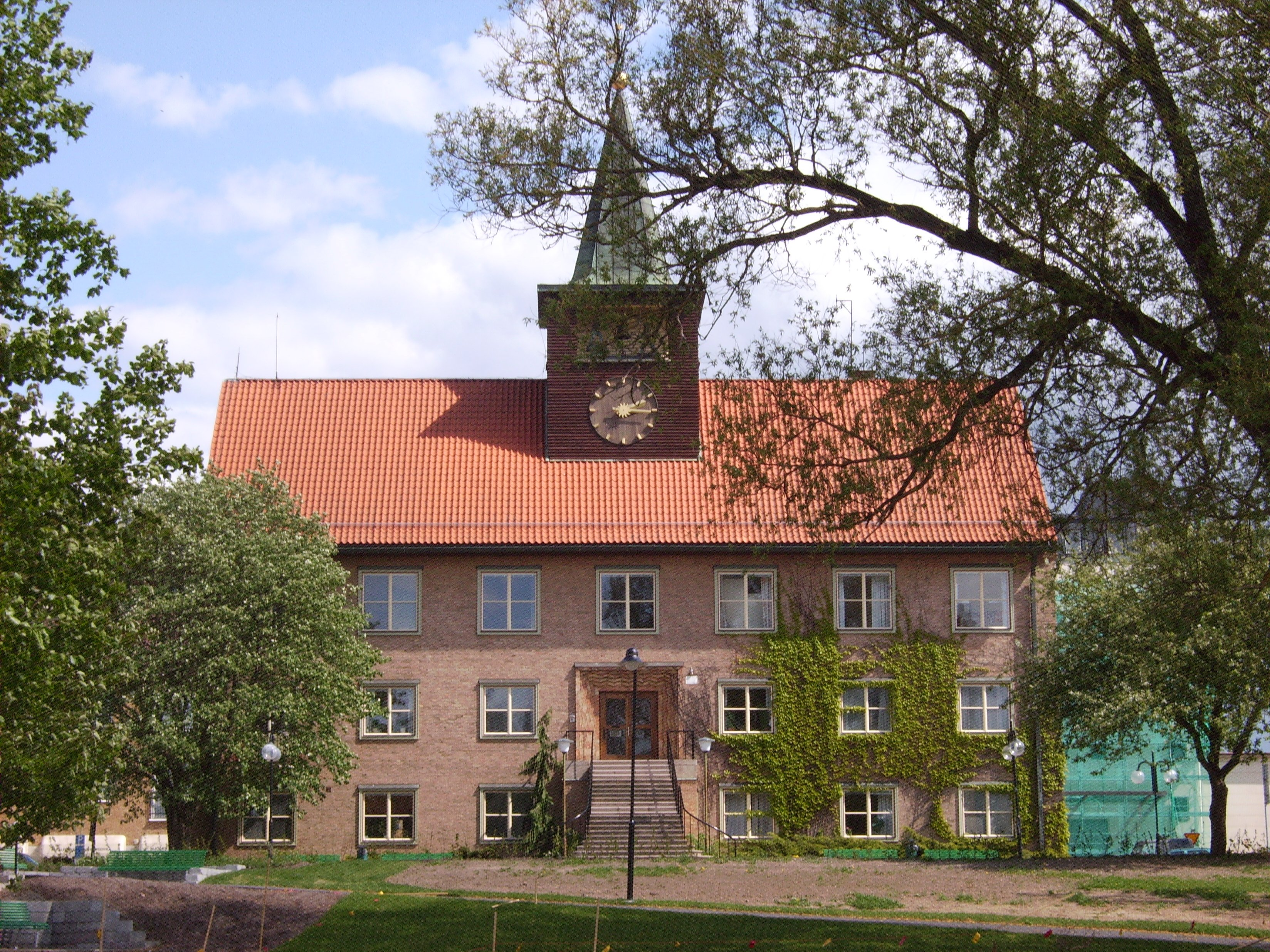
Управа комуни (М’єльбю)
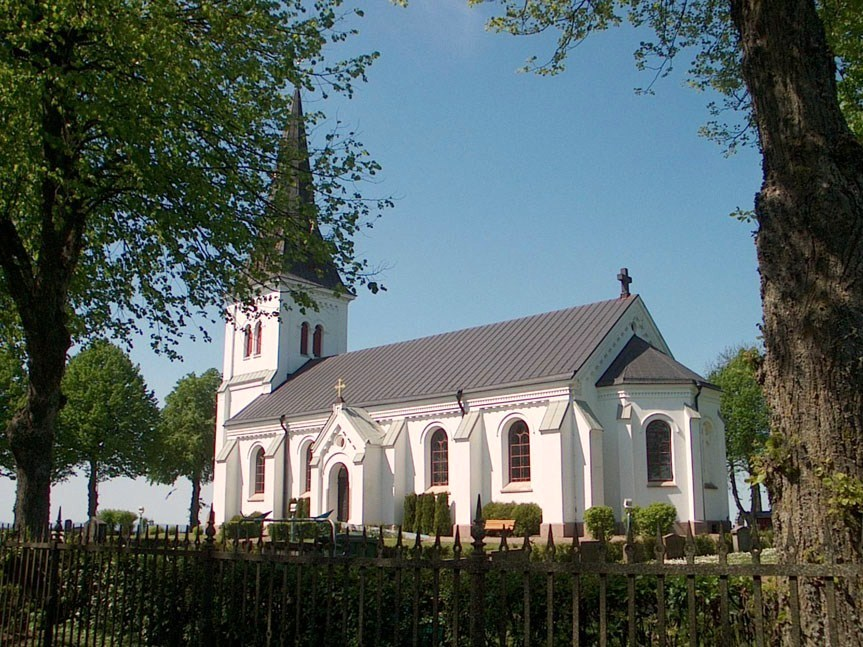
Церква (Аппуна)
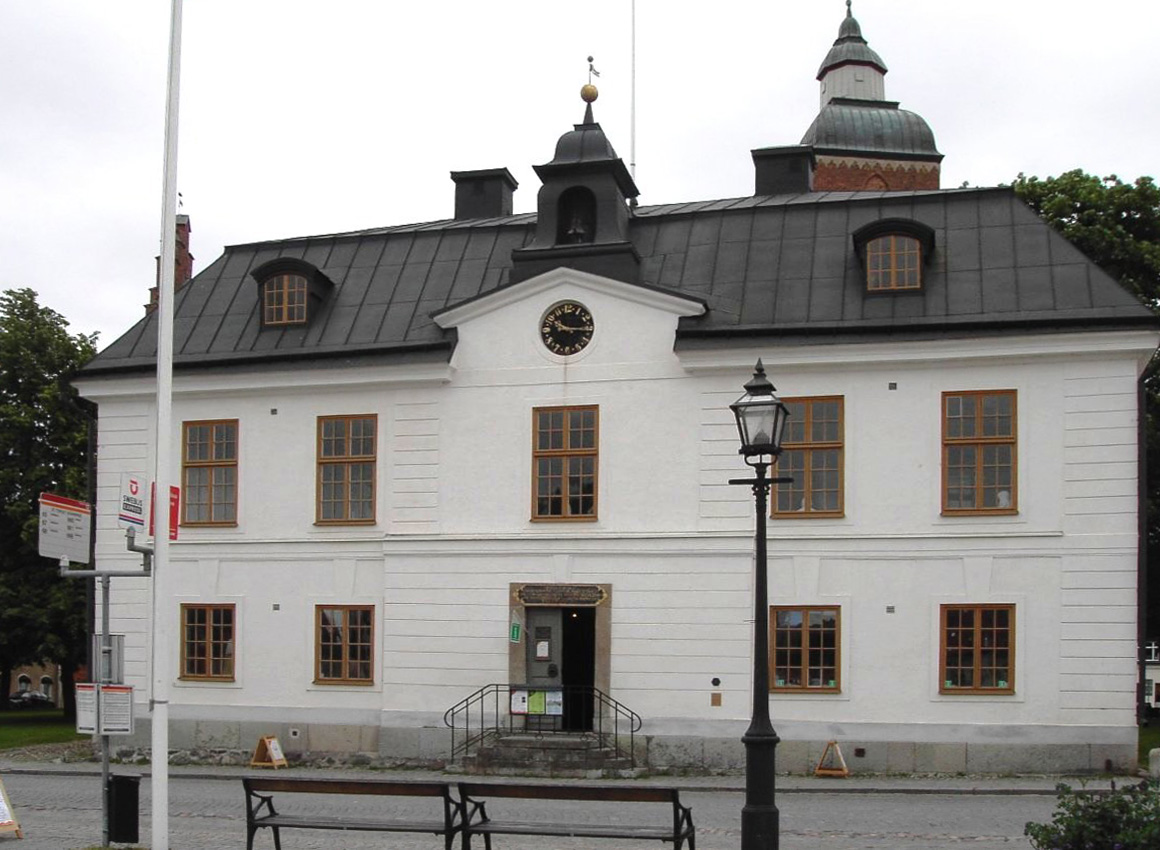
Ратуша в Шеннінґе
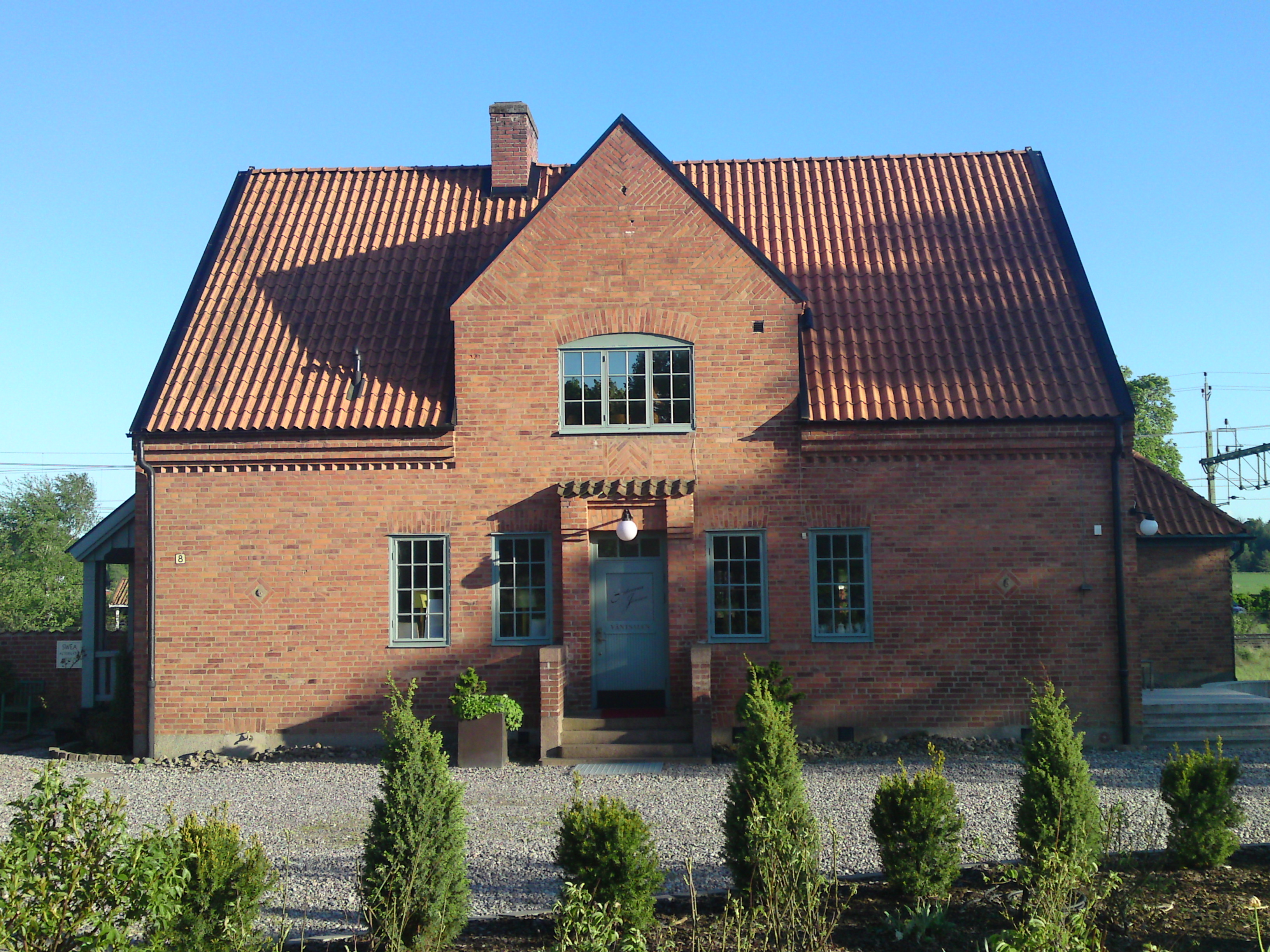
Злізнична станція Сия

## Виноски
1. ↑  Andersson P. Sveriges kommunindelning 1863-1993 — Mjölby: Draking, 1993. — 132 с. — ISBN 978-91-87784-05-7
2. ↑  Folkmangd i riket, lan och kommuner (шв.) . Центральне бюро статистики Швеції. Архів оригіналу за 20 серпня 2013. Процитовано 15 лютого 2013.